# Vincent Prolongeau
Pour les articles homonymes, voir Prolongeau.
Vincent Prolongeau, né le 20 décembre 1964 à Talence, est une personnalité française du monde des affaires. Il est le directeur général de Danone Produits Frais France. 

## Biographie

### Formation
Vincent Prolongeau est diplômé de l’EM Lyon. 

### Carrière
Vincent Prolongeau a commencé sa carrière au sein de pôle marketing du groupe Henkel avant de rejoindre Pepsi France en 1997  et de devenir directeur général de PepsiCo France. 
En 1997 Vincent Prolongeau est le directeur marketing des biscuits BN chez PepsiCo France, avant d'occuper la fonction de  directeur chargé des clients nationaux de 1998 à 2000. En 2001 il intègre la direction du développement des ventes de PepsiCo France pendant un an, avant de gérer la division produits salés, de 2002 à 2003. En 2003, il est nommé directeur du pôle Boissons, toujours chez PepsiCo France, poste qu'il occupe durant 3 ans. 
De 2006 à 2011 il occupe le poste de directeur général de PepsiCo France.
De 2011 à 2012, il est le senior Vice-Président monde pour les fruits et légumes du groupe PepsiCo. 
Depuis 2012 il est le senior vice-président de la marque de jus de fruits Tropicana.
À partir du 1er décembre 2015, il sera le nouveau Directeur Général de l'éco-organisme Eco-Emballages.
De janvier 2016 à juin 2017 il a été le directeur général de Danone Produits Frais France.
Depuis septembre 2017 Vincent Prolongeau est nommé CEO de Continental Foods France (Liebig, Royco, La Ferme d’Anchin, etc.).

### Autres mandats
- Président d’Unijus, le syndicat professionnel des fabricants français de jus de fruits
- Président de Entreprise et Progrès (think tank patronal)[7]
- Membre du Global Nutrition Group (entité du groupe PepsiCo dédiée au développement des produits bien-être et santé)

### Vie privée
Il est père de 5 enfants.